# Joppa kriechbaumeri
Joppa kriechbaumeri là một loài tò vò trong họ Ichneumonidae.